# Флора и Юлесийс
„Флора и Юлесийс“ (на английски: Flora & Ulysses) е американска супергеройска комедия от 2021 година на режисьор Лена Кхан, по сценарий на Брад Коупланд, и е базиран на едноименната детска книга, написана от Кейт Дикамило. Във филма участват Матилда Лаулър, Алисън Ханигън, Бен Шварц, Ана Дивер Смит, Дани Пуди, Бенджамин Юън Айнсуърт, Джанин Гарофало и Кейт Микучи, докато Джон Касир осигурява гласовите ефекти на Юлесийс.
Филмът е пуснат по Дисни+ на 19 февруари 2021 г., и получи генерално позитивни отзиви от критиците.